# Steropleurus saussureianus
Steropleurus saussureianus är en insektsart som beskrevs av Bolívar, I. 1878. Steropleurus saussureianus ingår i släktet Steropleurus och familjen vårtbitare. Inga underarter finns listade i Catalogue of Life.